# 台州湾新区
台州湾新区是中华人民共和国浙江省台州市下辖的省级新区，设立于2020年7月，整合了原台州湾循环经济产业集聚区（简称集聚区）东部区块、台州高新技术产业园区（简称高新区）东扩区块和滨海工业区块、台州市椒江区委托管理区块，总面积达138.46平方公里，现有人口约13万人，是浙江省第六个省级新区。

## 背景
2010年1月，时任台州市代市长吴蔚荣在《政策瞭望》上发表文章，提出了建设台州湾循环经济产业集聚区的构想。2011年6月28日，台州湾循环经济产业集聚区管委会正式授牌，标志着集聚区正式成立。集聚区重点规划面积达86.73平方公里，规划总面积562平方公里。2014年，台州湾循环经济产业集聚区实现规模以上工业总产值560.20亿元。台州东部新区的设立最早可追溯到2012年2月，被称为集聚区“一号工程”，为吹沙填海而成。台州湾循环经济产业集聚区管委会加挂台州高新技术产业园区管委会、台州绿心旅游度假区管委会牌子。台州高新技术产业园区原为台州经济开发区，自2017年6月更名。
放眼全浙江，湖州南太湖新区、杭州钱塘新区、绍兴滨海新区、宁波前湾新区等省级新区均是从集聚区升格为新区的，这使得新区具备社会管理职能，也可享受到更多的政策资源支持。

## 历史
2020年年初，台州市委市政府决定启动台州湾新区申报工作。3月11日，台州市委、市政府以视频会议形式召开全市“打好疫情防控总体战、打赢经济发展翻身仗”大会。会上指出，为打赢经济发展翻身仗，台州决定开展八大行动，其中“实施平台创建行动”中指出，要重点抓好台州湾新区等六大平台创建。会上明确表示，要在专项资金、土地要素、产业政策等领域全力争取支持创建台州湾新区。2020年4月24日，在台州市第五届人民代表大会第五次会议上，台州市代市长吴海平做市政府工作报告，再次提出要推进大湾区建设，加快台州湾新区申报。5月25日，台州湾循环经济产业集聚区管理委员会发布《设立台州湾新区社会风险评估公众参与信息公示》以征求公众意见。
2020年7月13日，浙江省人民政府发布《浙江省人民政府关于同意设立台州湾新区的批复》，正式批复设立台州湾新区。2020年8月20日上午，台州湾新区成立大会召开，标志着台州湾新区正式设立。

## 范围
台州湾新区位于台州湾畔、椒江南岸，是在台州湾循环经济产业集聚区基础上，剔除台州市辖绿心区块而申报设立的。范围包括台州湾循环经济产业集聚区东部新区、台州高新技术产业园区（不含城市核心区、绿心度假区）和椒江区托管区块。台州湾新区总面积138.46平方公里，现有人口约13万人，重点构筑“一廊一带两心六区”的空间结构。具体管理范围则包括椒江区三甲街道（含椒江农场），白云街道2个社区，海门街道2个社区，下陈街道1个社区、8个村，以及十一塘、三山北涂、三山涂围垦区，即台州东部新区。

## 发展规划
设立台州湾新区是浙江全面融入长三角区域一体化发展国家战略的重要举措。台州湾新区将发挥民营经济特色优势，突出主导产业，加快转型升级，着力打造长三角民营经济高质量发展引领区、大湾区临港产业带合作新高地、浙东南先进制造业引领区、台州湾港产城深度融合新城区。管理体制上，新区按照“一个平台、一个主体、一套班子、多块牌子”的体制架构，成立新区管理机构，暂时保留台州高新技术产业园区牌子，同步撤销台州湾循环经济产业集聚区等省级以下产业平台牌子。